# 达姆勒维耶尔
达姆勒维耶尔（法語：Damelevières，法語發音：[damləvjɛʁ]）是法国默尔特-摩泽尔省的一个市镇，位于该省南部，属于吕内维尔区。

## 地理
达姆勒维耶尔（48°33'25"N, 6°23'17"E）面积8.12 平方千米，位于法国大東部大區默尔特-摩泽尔省，该省份为法国东北部内陆省份，是洛林的一部分，北邻比利时、卢森堡，北起顺时针与摩泽尔省、下莱茵省、孚日省和默兹省接壤。
与达姆勒维耶尔接壤的市镇（或旧市镇、城区）包括：昂特吕、巴尔邦维尔、布兰维尔叙洛、沙尔穆瓦、罗西耶尔欧萨利讷、维尼厄勒、维特里蒙。

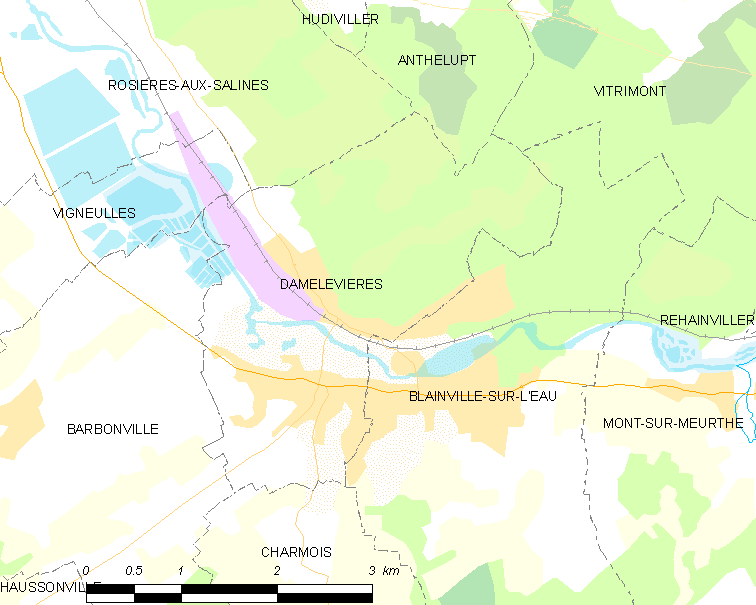
达姆勒维耶尔的OSM定位图

达姆勒维耶尔的时区为UTC+01:00、UTC+02:00（夏令时）。

## 行政
达姆勒维耶尔的邮政编码为54360，INSEE市镇编码为54152。

## 政治
达姆勒维耶尔所属的省级选区为吕内维尔第二县。

## 人口

1962-2008年间达姆勒维耶尔人口变化图示

达姆勒维耶尔于2022年1月1日时的人口数量为3094人。